# Vrhe - povirno barje
Vrhe - povirno barje este o arie protejată (arie specială de conservare — SAC, sit de importanță comunitară — SCI) din Slovenia întinsă pe o suprafață de 6,3 ha, integral pe uscat.

## Localizare
Centrul sitului Vrhe - povirno barje este situat la coordonatele 46°29′35″N 15°01′56″E / 46.493°N 15.0322°E.

## Înființare
Situl Vrhe - povirno barje a fost declarat sit de importanță comunitară în aprilie 2004 pentru a proteja 1 specie de plante. Situl a fost protejat și ca arie specială de conservare în februarie 2012.

## Biodiversitate
Situată în ecoregiunea alpină, aria protejată conține 1 habitat natural: Mlaștini alcaline.
La baza desemnării sitului se află o specie protejată de  plante: moșișoare (Liparis loeselii).